# Phasmatinae
Sous-famille
Les Phasmatinae (ou Phasminae Gray, 1835) sont une sous-famille de phasmes appartenant à la famille des Phasmatidae.
Selon les classifications, cette sous-famille contient 3 tribus ou davantage.

## Liste des tribus et des genres
D'après  Species File (28 déc. 2014) :
- tribu Acanthomimini Günther, 1953
  - Acanthomima Kirby, 1904
  - Anophelepis Westwood, 1859
  - Arphax Stål, 1875
  - Mauritiophasma Cliquennois & Brock, 2004
  - Vasilissa Kirby, 1896
- tribu Acanthoxylini Bradley & Galil, 1977
  - Acanthoxyla Uvarov, 1944
  - Argosarchus Hutton, 1898
  - Clitarchus Stål, 1875
  - Pseudoclitarchus Salmon, 1991
  - Tepakiphasma Buckley & Bradler, 2010
- tribu Phasmatini Gray, 1835
  - Acrophylla Gray, 1835
  - Anchiale Stål, 1875
  - Cigarrophasma Brock & Hasenpusch, 2001
  - Ctenomorpha Gray, 1833
  - Eurycnema Serville, 1838
  - Onchestus Stål, 1877
  - Paractenomorpha Hennemann & Conle, 2004
  - Paracyphocrania Redtenbacher, 1908
  - Paronchestus Redtenbacher, 1908
  - Peloriana Uvarov, 1940
  - Phasma Lichtenstein, 1796

D'après NCBI (26 déc. 2014) :
- tribu Acanthoxylini
  - Acanthoxyla
  - Argosarchus
  - Clitarchus
  - Pseudoclitarchus
  - Tepakiphasma
- tribu Achriopterini
  - Achrioptera
- tribu Clitumnini
  - Entoria
  - Medaura
  - Medauroidea
  - Phryganistria
  - Ramulus
- tribu Pharnaciini
  - Hermarchus
  - Pharnacia
  - Phasmotaenia
  - Phobaeticus
- tribu Phasmatini
  - Acrophylla
  - Anchiale
  - Ctenomorpha
  - Eurycnema
  - Phasma
- tribu Stephanacridini
  - Macrophasma